# Super Show 5
Super Junior World Tour – „Super Show 5” – światowa trasa koncertowa koreańskiego zespołu Super Junior, która promuje ich szósty album studyjny Sexy, Free & Single. Trasa rozpoczęła się dwoma koncertami w Seulu w marcu 2013 roku.

## Daty
| Data                 | Miasto       | Kraj             | Miejsce                              | Widownia |
| -------------------- | ------------ | ---------------- | ------------------------------------ | -------- |
| Azja                 |              |                  |                                      |          |
| 23 marca 2013        | Seul         | Korea Południowa | Olympic Gymnastics Arena             | 26 498   |
| 24 marca 2013        | Seul         | Korea Południowa | Olympic Gymnastics Arena             | 26 498   |
| Ameryka Południowa   |              |                  |                                      |          |
| 21 kwietnia 2013     | São Paulo    | Brazylia         | Credicard Hall                       | 8 093    |
| 23 kwietnia 2013     | Buenos Aires | Argentyna        | Luna Park                            | 8 572    |
| 25 kwietnia 2013     | Santiago     | Chile            | Movistar Arena                       | 12 008   |
| 27 kwietnia 2013     | Lima         | Peru             | Jockey Club del Perú                 | 10 599   |
| Azja                 |              |                  |                                      |          |
| 1 czerwca 2013       | Dżakarta     | Indonezja        | Mata Elang International Stadium     | 23 596   |
| 2 czerwca 2013       | Dżakarta     | Indonezja        | Mata Elang International Stadium     | 23 596   |
| 15 czerwca 2013      | Hongkong     | Chiny            | AsiaWorld-Arena                      | 27 862   |
| 16 czerwca 2013      | Hongkong     | Chiny            | AsiaWorld-Arena                      | 27 862   |
| 6 lipca 2013         | Kallang      | Singapur         | Singapore Indoor Stadium             | 11 154   |
| 27 lipca 2013        | Tokio        | Japonia          | Tokyo Dome                           | 110 468  |
| 28 lipca 2013        | Tokio        | Japonia          | Tokyo Dome                           | 110 468  |
| 3 sierpnia 2013      | Bangkok      | Tajlandia        | Impact Arena                         | 29 197   |
| 4 sierpnia 2013      | Bangkok      | Tajlandia        | Impact Arena                         | 29 197   |
| 10 sierpnia 2013     | Tajpej       | Tajwan           | Taipei Arena                         | 30 894   |
| 11 sierpnia 2013     | Tajpej       | Tajwan           | Taipei Arena                         | 30 894   |
| 12 sierpnia 2013     | Tajpej       | Tajwan           | Taipei Arena                         | 30 894   |
| 24 sierpnia 2013     | Szanghaj     | Chiny            | Mercedes-Benz Arena                  | 13 653   |
| 14 września 2013     | Kanton       | Chiny            | Guangzhou International Sports Arena | 13 436   |
| 24 października 2013 | Manila       | Filipiny         | SM Mall of Asia Arena                | 13 054   |

## Kadra
- Organizator trasy: SM Entertainment
- Promotor trasy: Dream Maker Entercom
- Gościnni artyści: bd.